# 판축

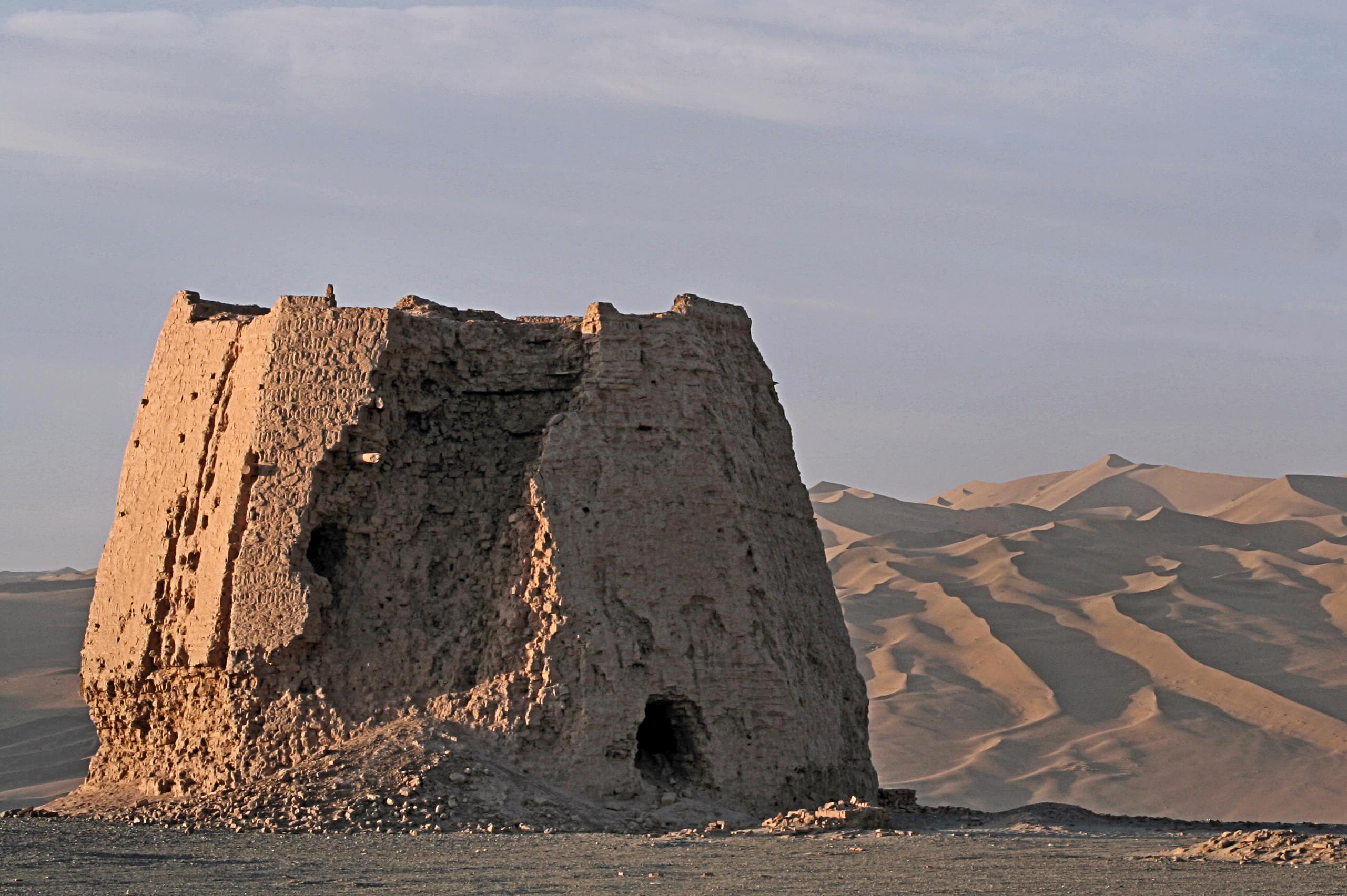
중국 간쑤 둔황, 실크로드의 동쪽 끝의 굳힌 흙으로 지은 한나라(202 BC – AD 220) 시대의 망루의 유해

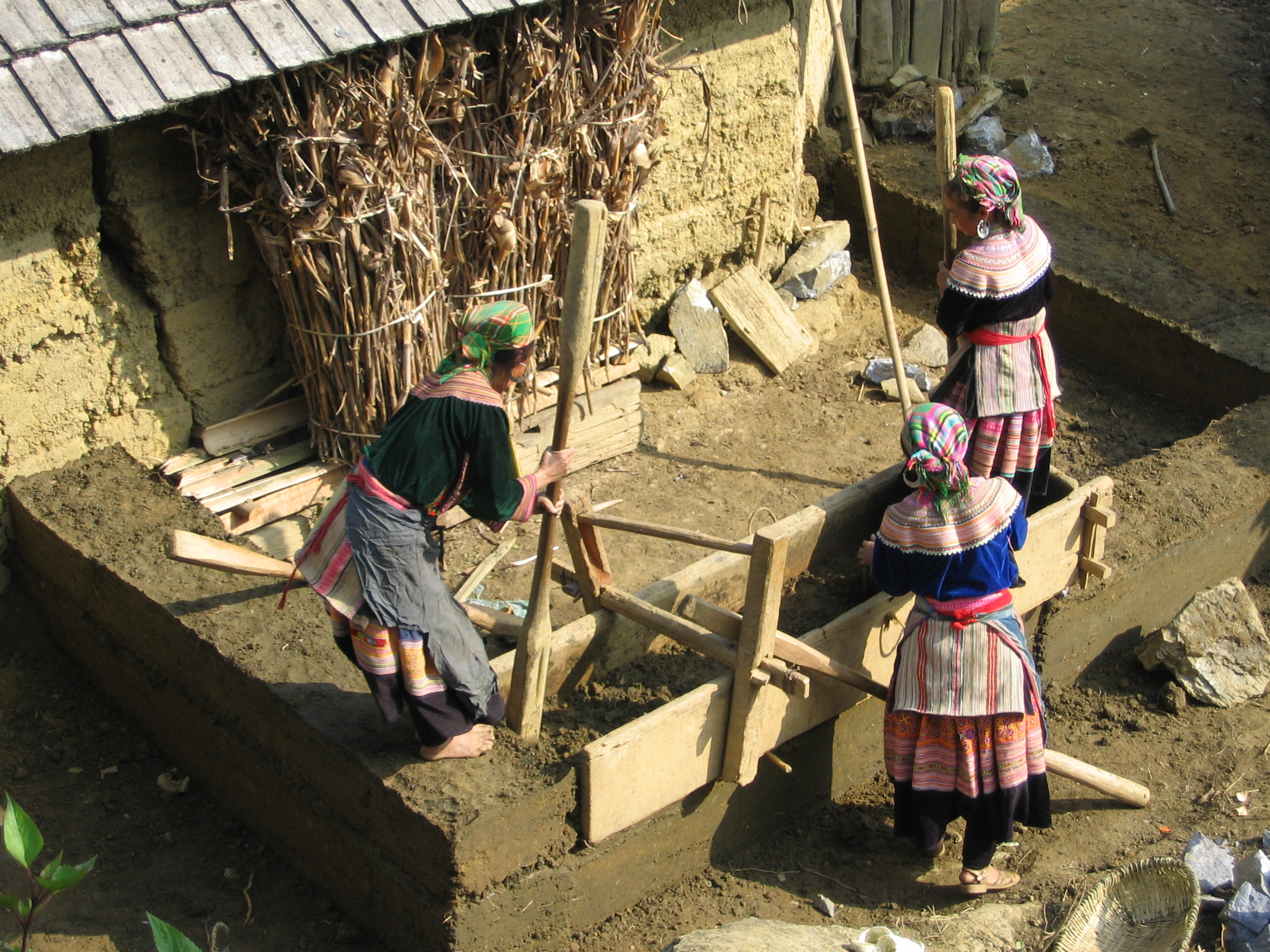
베트남의 아열대 기후의 전형적인 몽족의 주택 건설 기술

판축(版築, Rammed earth) 또는 담틀은 토양, 백악, 석회, 자갈과 같은 자연적인 재료를 사용하여 기반, 층, 벽을 건설하는 기술이다. 이는 최근에 친환경 건축 기술에 사용되는 지속 가능한 건축자재로 다시 각광받게 된 오래된 방식이다.
판축은 짓기 간편하고, 연소하지 않으며, 열용량이 크고 견고하다. 하지만 벽과 같은 구조물은 동력 다짐기 같은 기계류 없이 건설하려면 많은 노동을 필요로 했으며, 충분히 보호되거나 보수되지 않으면 물에 의해 손상되기 쉬웠다.
다진 흙으로 구성된 건물은 남극 대륙을 제외한 모든 대륙에 존재하며 온화하거나, 습하거나, 반건조지역, 산악 지역, 열대 지역을 포함하는 범위의 환경에 분포한다. 적합한 토양의 이용가능성과 지역적인 기후 조건에 적합한 건물의 설계는 다진 흙의 사용을 선호하게 되는 요소이다.

## 구성과 사용

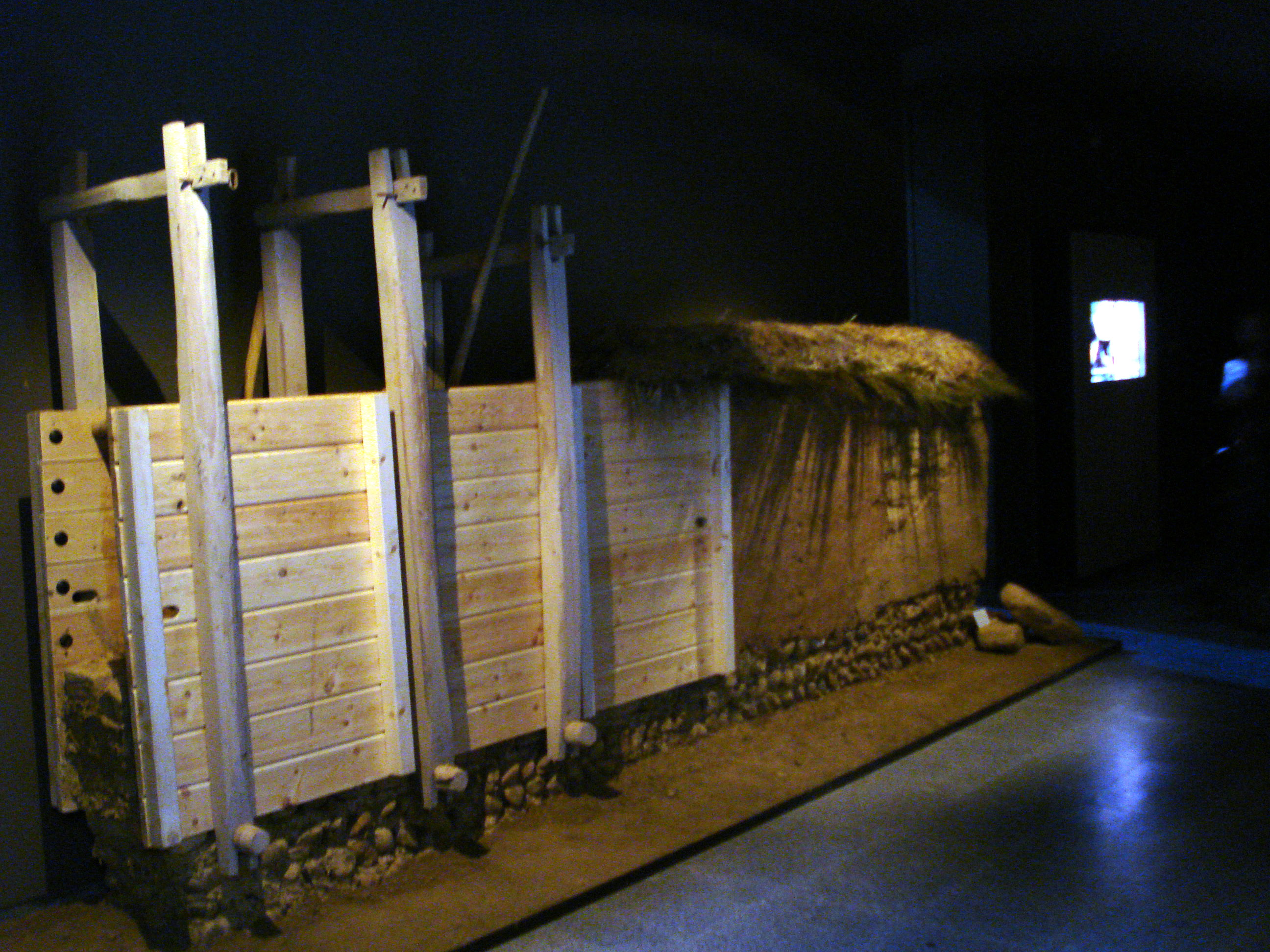
기반 위의 굳힌 흙벽의 건설의 모형

다진 흙을 생산하는 일은 적합한 모래, 자갈, 점토와/또는 안정제의 적합한 비율을 가진 토양의 혼합물을 외부적으로 지지되는 틀이나 주형에 넣어 견고한 벽이나 블록을 형성하도록 누름기로 누르는 작업을 포함한다. 역사적으로, 석회나 동물의 혈액과 같은 첨가제들이 이를 안정화하기 위해 사용되었고, 현대 건축에서는 석회, 시멘트나 아스팔트 유화제를 첨가한다. 다양성을 높이기 위해, 어떤 현대 건설자들은 착색산화물이나 병, 타이어, 나무조각 같은 다른 물질을 첨가하기도 한다.,
벽 전체의 건설은 벽의 각 부분의 원하는 형태와 크기를 만들어내기 위한 주형으로서 만들어지며, 보통 나무나 합판으로 제작하는 '폼워크'라 명명된 일시적인 틀에서부터 시작한다. 틀은 견고하고 잘 지지되어야 하며, 틀의 양 쪽은 큰 압력으로 인해 불거지거나 뭉개지는 일을 방지하기 위해 이음새가 튼튼하게 이어져야 한다. 압축할 재료는 10에서 25cm의 깊이로 틀 안에 부어지고, 원래 높이의 50% 정도로 압축된다. 재료는 한 번에 또는 순차적으로 반복적으로 압축되고, 벽이 틀의 정상까지 솟아오를 때까지 이 과정을 반복한다. 압축은 역사적으로 길다란 축을 사용하였고, 이는 굉장히 노동집약적이지만, 현대 건설은 공기 압축기를 사용하여 필요한 노동을 줄였다.

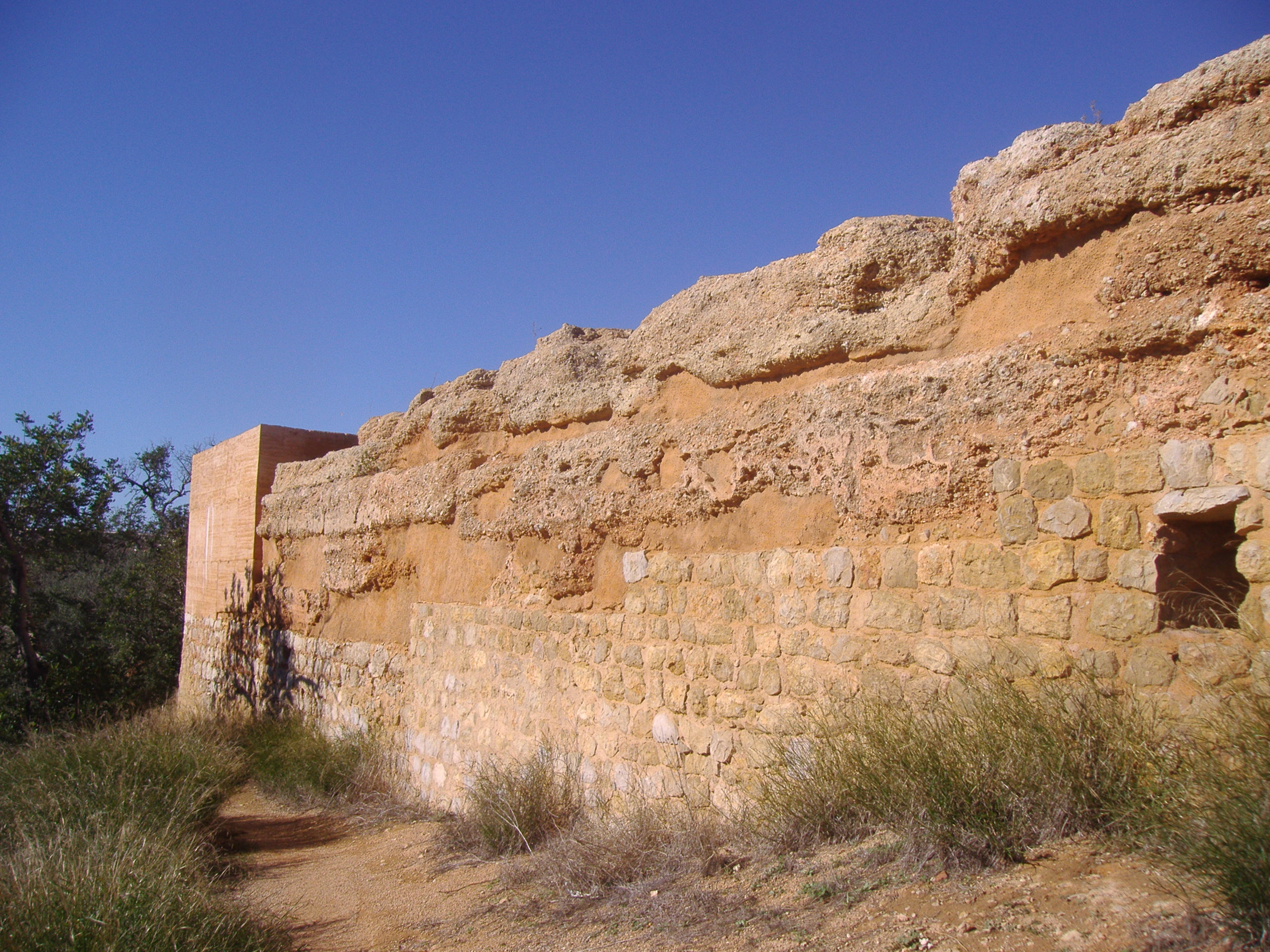
포르투갈 알가르브의 파데르네 성의 요새

완성된 벽은 틀을 바로 제거해도 될 만큼 튼튼하다. 이는 벽을 쇠솔질하거나 조각하는 등의 작업을 하기 위해선 필수적인데, 벽이 약 1시간 안에 작업하기에는 너무 단단해게 변하기 때문이다. 건설은 날이 따뜻할 때 이상적으로 마무리되어 벽이 마르고 단단해질 수 있다. 굳힌 흙의 압축강도는 그것이 경화되면서 단단해진다. 때로는 완전한 경화를 위해 2년 간의 건조가 필요할 수 있다. 노출된 벽은 습기로 인한 손상을 방지하기 위해 봉해져야 한다.
현대적으로 변형된 판축기술에서, 굳힌 흙은 일반적인 기초나 철근 콘크리트 슬라브 기반 위에 건설된다.
굳힌 흙으로 만든 벽돌이 사용될 때, 이것들은 평범한 벽돌처럼 쌓아지고 시멘트 대신 진흙 슬러리로 결합된다. 보통 작은 엔진을 동력 삼으며 대개 휴대 가능한 특별한 기계들이 재료를 블록으로 압축하는 데 사용된다.
현재 세계 인구의 30%가 넘는 사람들이 흙을 건축 자재로 사용한다. 굳힌 흙은 다양한 기후 조건에서 세계적으로 사용되어왔다. 판축 기법은 다른 값비싼 건설 기술로 인해 집을 구할 엄두를 내지 못하는 사람들의 문제를 해결할 수 있을 것이다.

## 품질

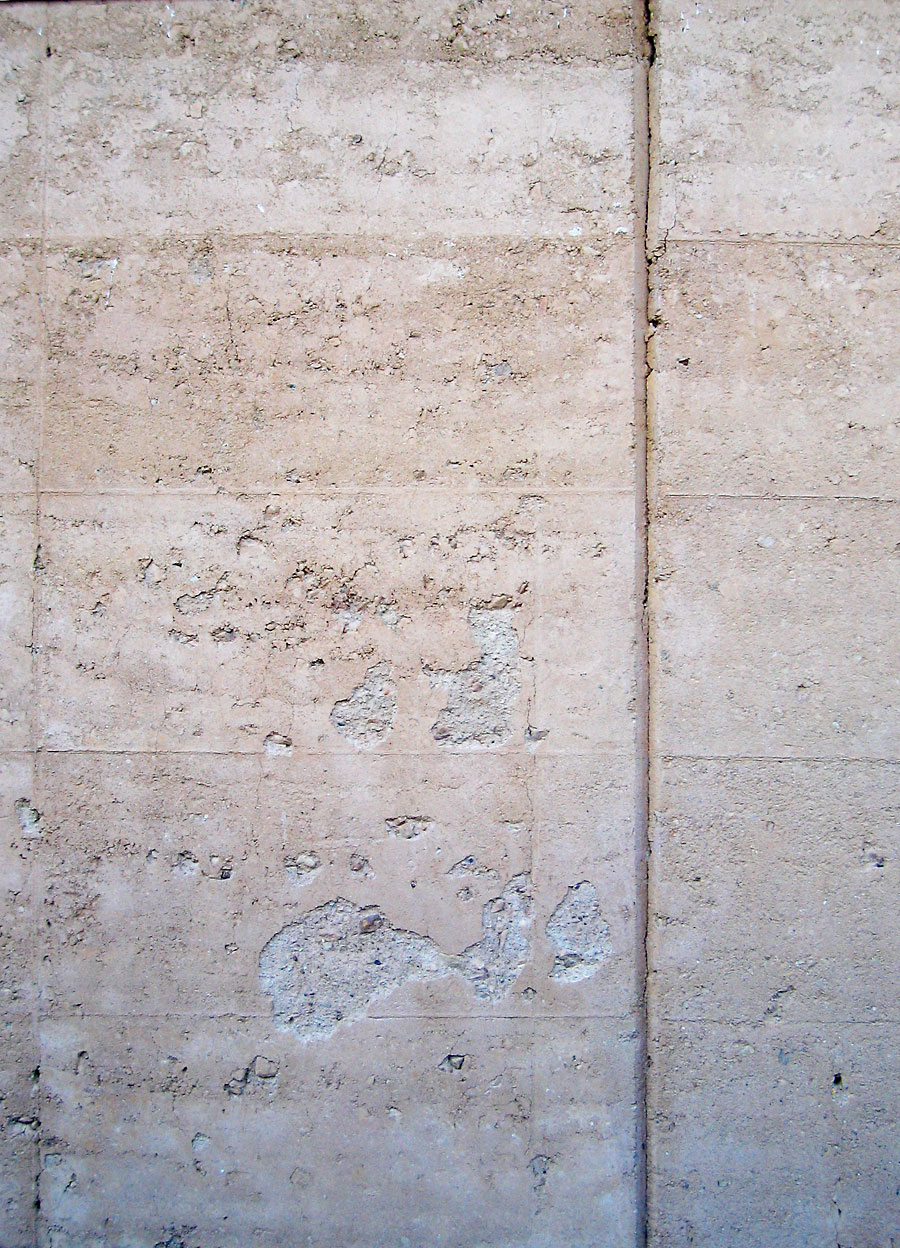
굳힌 흙벽의 표면. 손상과는 별도로, 표면은 나무 주형과 잇따르는 과정에 의해 생긴 수평선을 보여준다.

굳힌 흙의 압축강도는 최대 4.3 MPa (620 psi)에 달한다. 이는 콘크리트보다는 낮지만, 가정집에 사용하기 충분할 정도로 튼튼하다. 실로, 적절하게 건설된 판축 구조물은 아직도 서있는 전세계의 많은 고대 구조물들이 입증하듯이 몇천 년을 견딘다. 굳힌 흙은 지진이나 거센 폭풍으로 인한 붕괴를 막기 위해 철근, 나무, 대나무로 강화되는데, 강화되지 않은 판축 구조물은 지진에 극단적으로 약하기 때문이다. 이러한 구조물이 지진으로 인해 총체적으로 박살나는 예시를 보고 싶다면 1960년 아가디르 지진을 참고하자. 점토가 모자란 토양 혼합물에 시멘트를 첨가하는 것 또한 판축 구조물의 지지용량을 증가시킬 수 있다. 미국농무부가 1925년에 조사한 바에 따르면, 판촉 구조물은 영구적으로 견고하며 일반적인 구조를 가진 집에 비해 2/3 이하의 비용으로 건설될 수 있다.
흙은 널리 사용 가능하고, 비싸지 않고, 지속가능한 자원이다. 그래서 굳힌 흙을 이용한 건축은 굉장히 실행 가능성이 높다. 비숙련 노동자는 작업의 대부분을 해낼 수 있다. 굳힌 흙의 비용이 적은 반면, 판축 기법은 기계적 도구 없이는 굉장히 오래 걸리고 노동 집약적이다. 하지만 기계적인 누름기와 어느 정도 미리 조립된 틀이 있다면, 70평 정도(200에서 220 제곱미터, 2,200에서 2,400제곱피트)의 집을 짓는 데 겨우 2~3일 정도가 소요된다.
굳힌 흙의 한 가지 중요한 이점은 높은 압축강도다. 굳힌 흙은 벽돌이나 콘크리트처럼 낮에 열을 흡수하고 밤에 배출할 수 있다. 이러한 현상은 주간의 기온차를 완화하고 냉방과 난방의 필요성을 줄여준다. 좀 더 추운 기후에서는, 굳힌 흙은 스티로폼이나 비슷한 삽입물을 사용하여 단열 효과를 발휘할 수 있다. 굳힌 흙은 방습층을 통해 폭우로부터 보호되어야 한다.
굳힌 흙은 진흙을 포함한 벽의 내부가 건물의 내부 공간에 노출되어 있을 경우 효과적으로 습도를 조절할 수 있다. 습기는 천식 환자와 책과 같이 습기에 예민한 물건의 보관에 이상적인 습도인 40%에서 60% 사이로 조절된다. 물질의 질량과 굳힌 흙에 포함된 점토는 건물이 콘크리트 건축물보다 더 잘 통기되도록 하는데, 이는 응결 문제를 해결하고 열의 손실을 상당한 수준으로 방지한다.
별도로 손을 대지 않은 굳힌 흙벽은 자연의 토양의 색깔과 질감을 가진다. 시멘트 마감과 같은 비투습성 마감은 기피되는데, 강도 유지에 필수적인 고유의 방습 능력을 손상시키기 때문이다. 잘 경화된 벽은 나사를 쉽게 박아넣을 수 있고, 건축에 사용한 재료와 똑같은 물질로 간편하게 구멍을 막아넣을 수 있다. 흠집은 회반죽과 같은 토양 혼합물을 사용하여 없애고 사포로 매끄럽게 갈아낼 수 있다.
일반적으로 30에서 35센티미터(12에서 14인치)에 이르는 벽의 두께와 굳힌 흙의 밀도는 방음에 적합하며 태생적으로 방화성이고, 흰개미에 의해 손상되지 않으며, 독성이 없다.

## 환경적인 영향과 지속 가능성

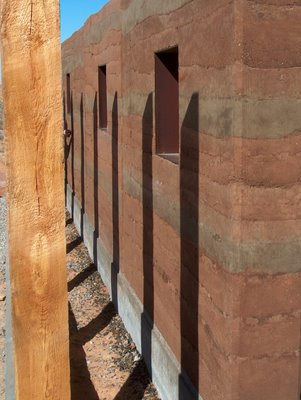
Design Build Bluff가 건설한 굳힌 흙을 이용한 트롬브 벽

굳힌 흙으로 건축된 건물들은 인기 있는 건설 기법보다 더 지속 가능하고 환경친화적으으로 보인다. 굳힌 흙으로 지은 건물들이 지역적으로 이용 가능한 재료들을 사용하기 때문에 일반적으로 낮은 체화 에너지를 가지며 아주 적은 폐기물만을 생성한다. 사용되는 토양은 일반적으로 진흙 함량이 10~15% 정도로 낮은 심토이며, 표토는 농업을 위해 보존한다. 기반 준비를 위해 채취된 토양을 사용할 수 있으면, 이동을 위한 비용과 에너지의 소비는 최소화된다. 다진 흙은 아마 오늘날에 즉시, 상업적으로 단단한 석조 건축물을 건축하는 데 이용할 수 있는 환경에 제일 해를 적게 끼치는 재료, 기술일 것이다. 다진 흙은 잠재적으로 생산이 환경에 미치는 영향이 낮고, 시멘트의 양과 근방에서 얻어낸 다진 흙의 양에 영향을 받는다. 굳힌 흙은 '토양'이라기보다는 채석된 건축 자재다.
폼워크는 재사용할 수 있어 나무의 사용을 줄인다. 시멘트와 토양을 섞으면 낮은 체화 에너지와 습도 조절과 같은 지속가능한 이득을 끌어낼 수 있는데, 시멘트가 생산될 때 시멘트 1톤 당 1.25톤의 이산화탄소를 대기에 배출하여 지구 온난화에 영향을 미치기 때문이다. 시멘트를 고로 슬래그와 같은 대체재로 부분적으로 대체하는 것은 효과적이지 않고, 지속가능성과 관련된 다른 문제를 만들어낸다.
굳힌 흙은 건물의 전체적인 에너지 효율에 기여할 수 있다. 굳힌 흙의 밀도, 내구성, 열용량은 굳힌 흙을 패시브 솔라에 특히나 적합한 물질로 만들었다. 열기가 35cm (14 inch) 두께의 벽을 통해 전도되려면 거의 12시간이 걸린다.
굳힌 흙을 사용하면 산림 파괴의 생태학적 파급력과 일반적인 건설 기법에 사용되는 인공 물질의 독성 또한 줄일 수 있다.
이것이 이론적으로는 온실 기체의 배출량이 낮지만, 시멘트의 생산과 운송이 현대적인 판축 건설의 전체 배출량에 엄청난 영향을 끼칠 수 있다. 전통적인 판축 건설의 제일 기본적인 종류는 온실가스를 거의 배출하지 않지만 더 공학적이고 진보된 방식은 상당한 배출의 가능성을 지니고 있다.

## 역사

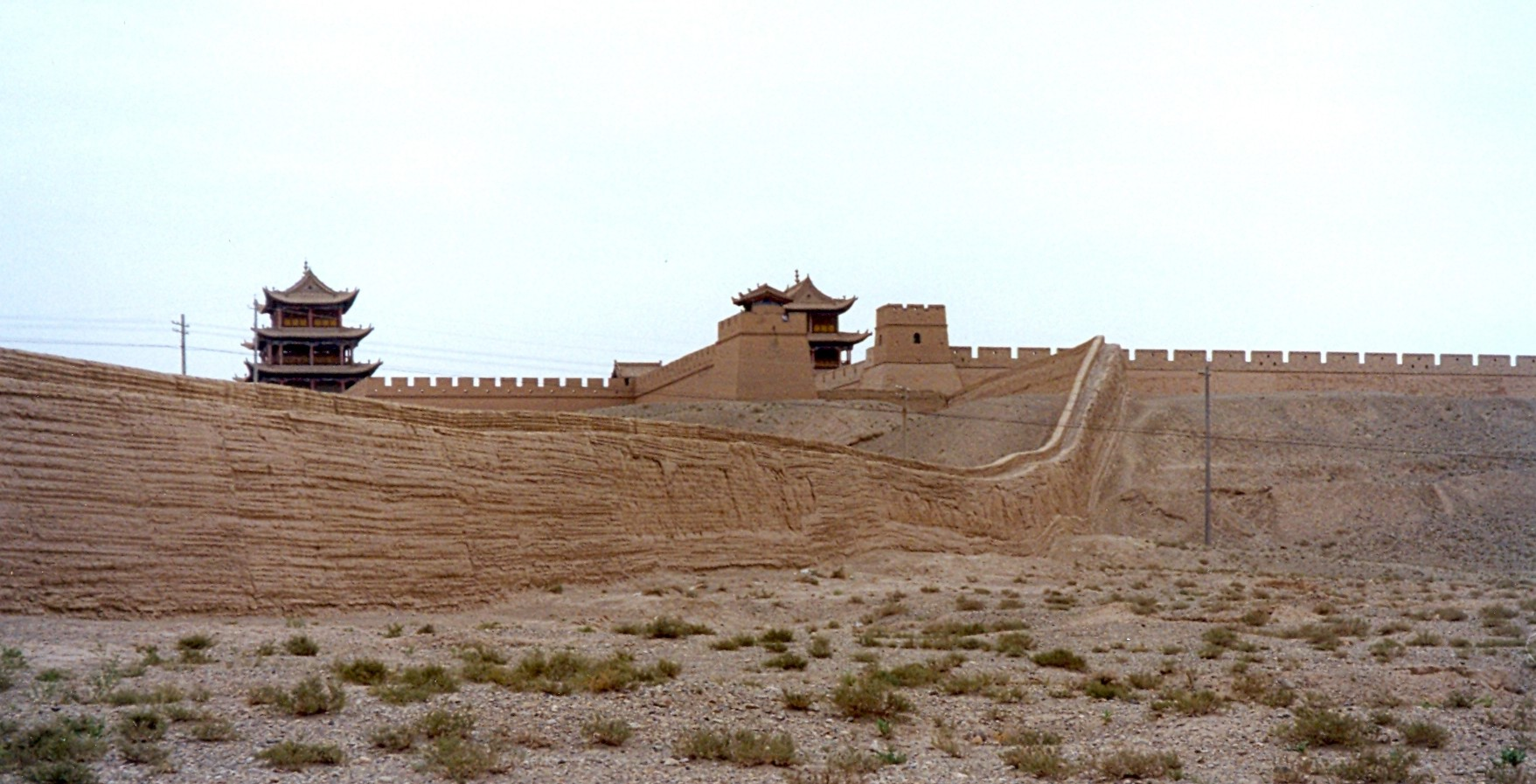
중국 만리장성의 굳힌 흙으로 건축된 부분

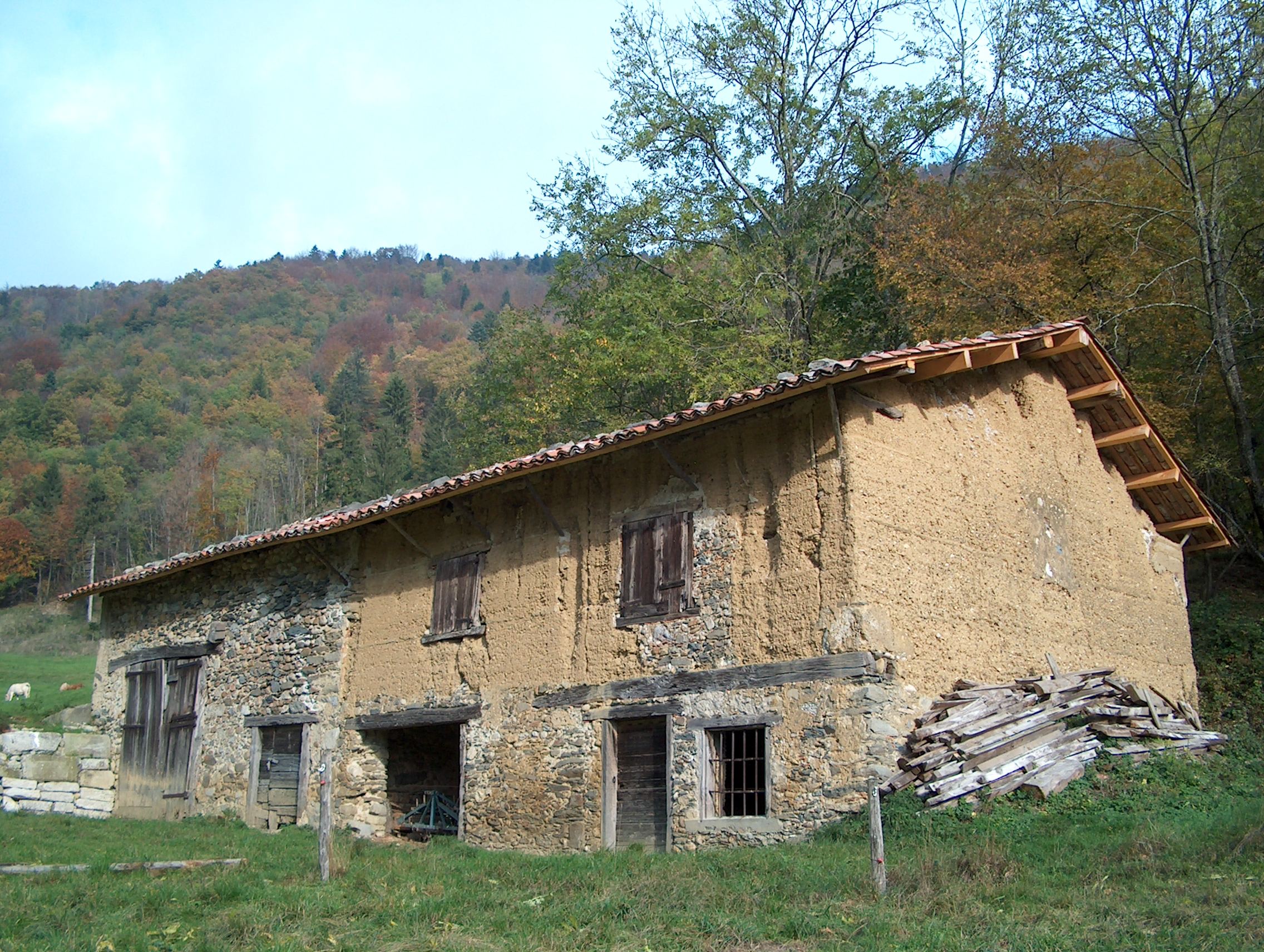
프랑스의 한 농장의 굳힌 흙 건물

굳힌 흙이 고대에 사용되었다는 증거는 기원전 5000년까지 거슬러 올라가는 중국 황화 강에 분포했던 양사오와 룽산 문화의 신석기 유적지에서 찾아볼 수 있다. 기원전 2000년까지, 판축 기법(夯土 Hāng tǔ)은 중국에서 벽과 기반에 일반적으로 사용되었다.
1800년에, 굳힌 흙은 미국에서 S. W. Johnson의 저서 Rural Economy로 인해 인기를 얻었다. 이 기술은 사우스캐롤라이나 스테이트버그에 위치한 Borough House Plantation과 Church of the Holy Cross를 건설하는 데 사용되었고, 둘 다 미 국립역사지구로 지정되었다.
1821년에 건축된 Borough House Plantation 건물군은 미국에서 제일 오래되고 제일 큰 '첨단 양식' pise de terre  (다진 흙) 건물의 집합을 포함한다. 27개의 분관 중 6개와 본관의 일부분이 S. W. Johnson의 저서 Rural  Economy를 통해 1806년에 미국에 소개된 원시적인 기법을 사용해 건축되었다. 
캐나다의 판축 건물의 뛰어난 예시는 1838년에서 1841년 사이에 완공된 온타리오 샨티 만의 성 토마스 성공회성당이 있다.

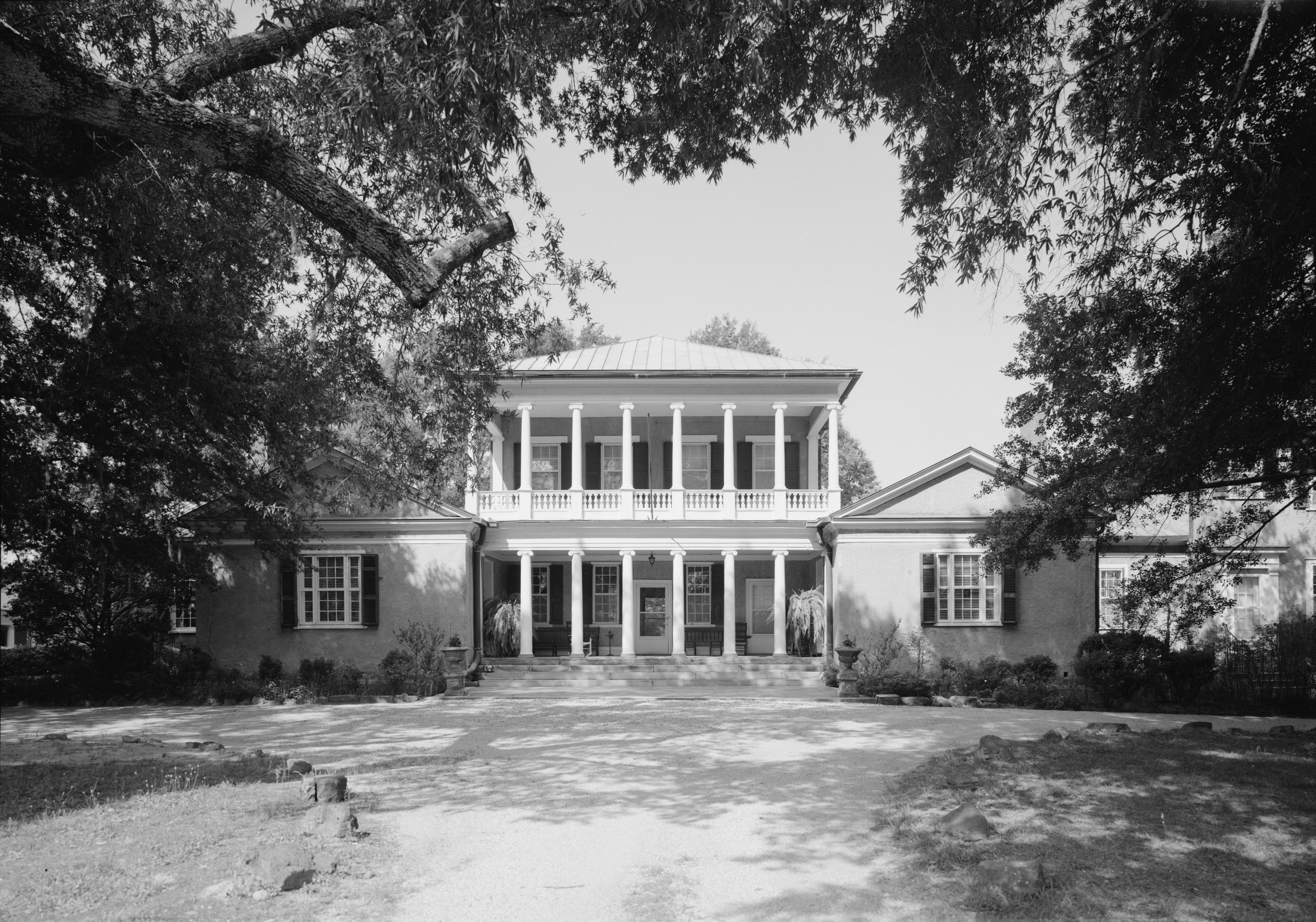
1820년대에 완공된 사우스캐롤라이나 스테이트버그의 Borough House Plantation의 건물

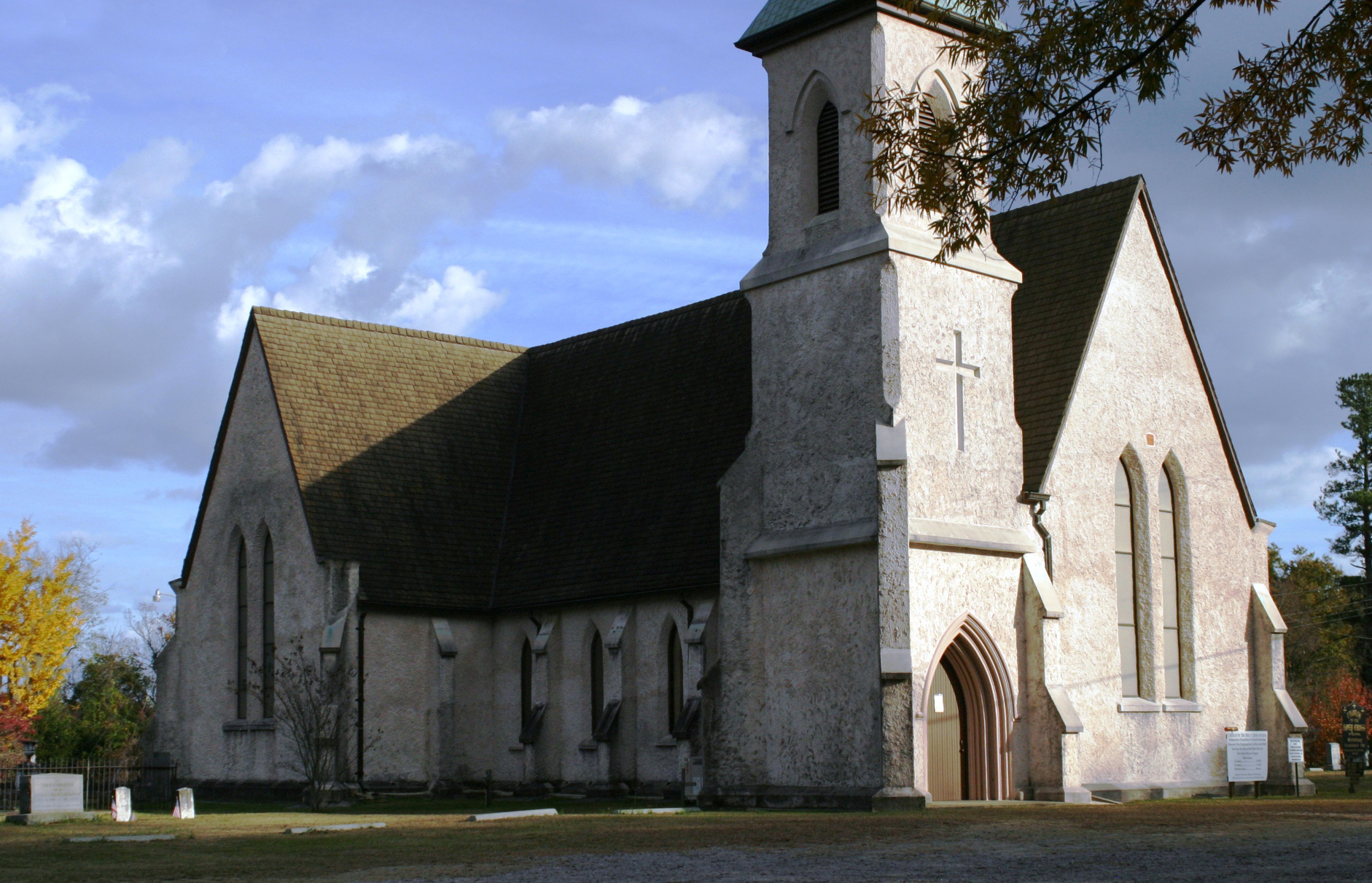
1850년에서 1852년 사이에 완공된 사우스캐롤라이나 스테이트버그의 성십자교회

미국에서 판축 건설은 1920년대부터 1940년대를 거쳐 연구되었다. 사우스다코타 주립대학은 광범위한 연구를 수행했고 풍화된 흙벽을 백 개 가까이 지었다. 대학은 30년 넘게 토양의 콜로이드와 관련해 페인트와 석고를 사용하는 방식을 연구해왔다. 1945년에, 사우스 캐롤라이나의 클렘슨 농업대학은 그들의 굳힌 흙에 대한 연구의 결과를 "Rammed Earth Building Construction"이라는 제목의 소책자를 통해 출판했다. 1936년에 앨라배마 가든데일 근처의 정부 공여 농지에서, 미국 농무부는 건축가 토마스 히벤과 함께 실험적인 판축건물군을 건설했다. 주택들은 낮은 비용으로 지어졌고 정원으로 사용하기에 충분한 땅과 가축을 위한 작은 터와 함께 팔려나갔다. 프로젝트는 성공적으로 저소득자들에게 괜찮은 집을 제공했다.
미 국제개발기구는 판축 공학을 발달시키기 위해 개발 도상국과 협업한다. 이 기구는 텍사스 A&M 대학교과 텍사스 교통 연구소가 Handbook of Rammed Earth의 저자에게 자금을 제공하기도 했다. 핸드북은 Rammed Earth Institute가 판권을 얻을 때까지 일반적으로는 구매할 수 없었다.
2차 세계대전 이후에 현대적인 건축 자재의 가격이 떨어지면서 굳힌 흙의 인기가 줄어들었다. 굳힌 흙은 조야한 것으로 생각되며, 토양 건축 기술이 익숙하지 않은 많은 계약자, 공학자, 장사꾼들이 이를 여전히 반대한다. 이러한 자재와 기술이 지진이 잦은 지역에 적합하지 않다는 일반적인 인식이 세상의 많은 지역에서 다진 흙의 사용을 막았다. 예를 들어, 칠레에서는 판축 건축물이 일반적으로 손상에 대비해 대개의 보험에 들지 못하거나 정부의 승인조차 얻지 못한다.
21세기의 굳힌 흙의 사용의 주목할만한 예시는 캐나다 브리티시컬럼비아의 Nk'Mip 사막 문화 센터의 파사드이다. 2014년 기준으로, 이는 북아메리카에서 제일 거대한 굳힌 흙벽이다.

## 참고 문서
- 어도비
- 알커

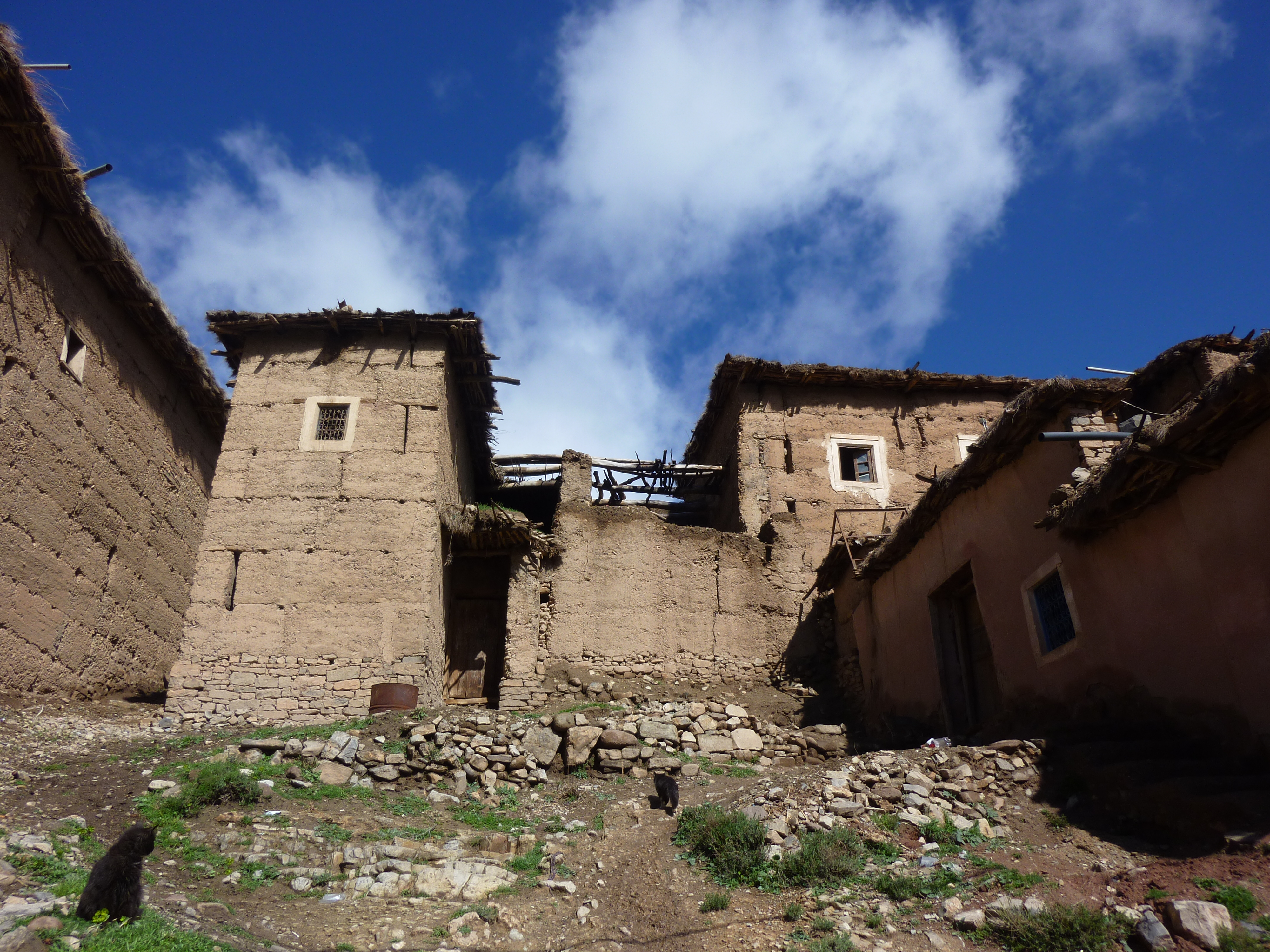
모로코 타반트의 굳힌 흙으로 지은 "Pisé" 주택. 관련 기술은 이 지역에서 "tabut"라 부른다.

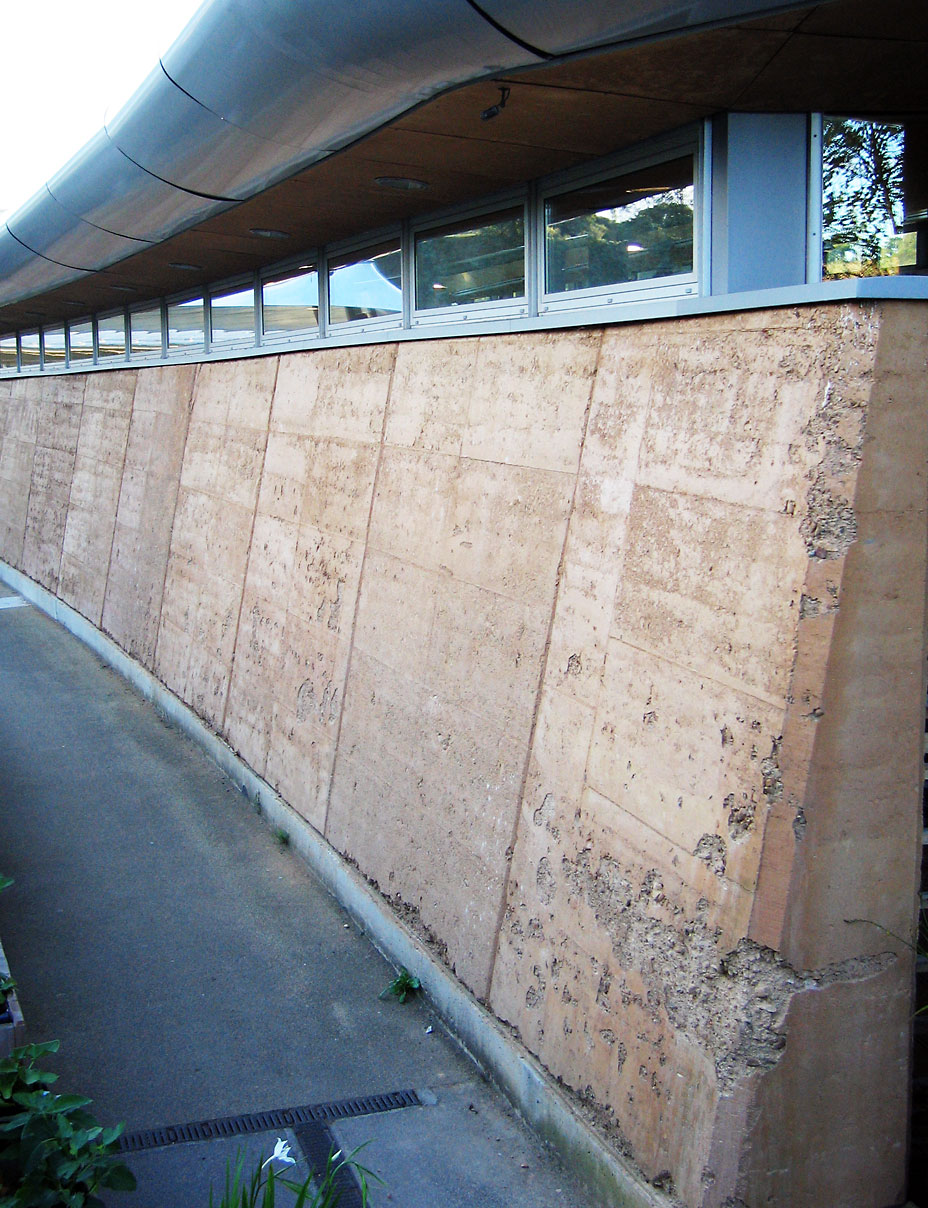
영국 콘월의 에덴 프로젝트의 입구 건축물의 굳힌 흙벽

- 코브 : 유기섬유를 강도를 높이기 위해 첨가하는, 다진 흙과 아주 유사한 소재
- 흙벽돌
- 어스 셸터링 : 건물의 벽 외부에 토양을 사용하는 건축 기법
- 그린 빌딩
- 진흙벽돌
- 중합체를 사용한 토양 안정화 polymer soil stabilization
- 지속 가능한 건축

## 같이 보기
- 어도비
- 그린 빌딩
- 토속건축

## 외부 출처
- “Earth to Saltspring”. 《Western Living》 (Vancouver, British Columbia, Canada: Western Living) 23 (10). October 2003. ISSN 0824-0604. OCLC 20108901.
- Rammed earth wall construction at Central Arizona College